# JEF United Ichihara Chiba 2010
Questa voce raccoglie le informazioni riguardanti il JEF United Ichihara Chiba nelle competizioni ufficiali della stagione 2010.

## Maglie e sponsor
Vengono modificate le colorazioni dei calzoncini: nelle divise per le gare interne divengono gialli, mentre nelle partite esterne si usano calzoncini verdi. Il fornitore tecnico è Kappa.
| Manica sinistra · Maglietta · Manica destra · Pantaloncini · Calzettoni | Manica sinistra · Maglietta · Manica destra · Pantaloncini · Calzettoni |  |

## Rosa
| N. |                      | Ruolo | Calciatore        |
| -- | -------------------- | ----- | ----------------- |
| 1  | Giappone (bandiera)  | P     | Masahiro Okamoto  |
| 2  | Giappone (bandiera)  | C     | Masataka Sakamoto |
| 3  | Brasile (bandiera)   | C     | Alex              |
| 4  | Giappone (bandiera)  | D     | Shōhei Ikeda      |
| 5  | Australia (bandiera) | D     | Mark Milligan     |
| 6  | Giappone (bandiera)  | C     | Kei Yamaguchi     |
| 7  | Giappone (bandiera)  | C     | Yūto Satō         |
| 8  | Giappone (bandiera)  | C     | Masaki Chūgo      |
| 9  | Giappone (bandiera)  | A     | Masaki Fukai      |
| 10 | Giappone (bandiera)  | C     | Kōhei Kudō        |
| 11 | Giappone (bandiera)  | C     | Kōki Yonekura     |
| 13 | Giappone (bandiera)  | D     | Takumi Wada       |
| 14 | Giappone (bandiera)  | C     | Shū Kurata        |
| 15 | Giappone (bandiera)  | D     | Yōhei Fukumoto    |
| 16 | Giappone (bandiera)  | C     | Tatsuya Yazawa    |
| 17 | Giappone (bandiera)  | P     | Ryo Kushino       |
| 18 | Giappone (bandiera)  | A     | Seiichirō Maki    |

| N. |                     | Ruolo | Calciatore       |
| -- | ------------------- | ----- | ---------------- |
| 19 | Giappone (bandiera) | C     | Shinji Murai     |
| 20 | Brasile (bandiera)  | A     | Neto Baiano      |
| 21 | Giappone (bandiera) | P     | Daisuke Nakamaki |
| 22 | Giappone (bandiera) | C     | Kōki Yonekura    |
| 23 | Giappone (bandiera) | C     | Tsukasa Masuyama |
| 24 | Giappone (bandiera) | C     | Keisuke Ota      |
| 25 | Giappone (bandiera) | D     | Shoma Kamata     |
| 26 | Giappone (bandiera) | A     | Ryo Kanazawa     |
| 27 | Giappone (bandiera) | D     | Keiji Watanabe   |
| 28 | Giappone (bandiera) | A     | Daisuke Ito      |
| 29 | Giappone (bandiera) | A     | Kōta Aoki        |
| 30 | Giappone (bandiera) | P     | Shinnosuke Sato  |
| 31 | Giappone (bandiera) | D     | Ryota Aoki       |
| 32 | Giappone (bandiera) | A     | Akira Toshima    |
| 33 | Giappone (bandiera) | D     | Takayuki Chano   |
| 34 | Giappone (bandiera) | A     | Yuichi Kubo      |

## Statistiche

### Statistiche di squadra
| Competizione          | Punti | Totale | Totale | Totale | Totale | Totale | Totale | DR  |
| Competizione          | Punti | G      | V      | N      | P      | Gf     | Gs     | DR  |
| --------------------- | ----- | ------ | ------ | ------ | ------ | ------ | ------ | --- |
| J. League Division 2  | 61    | 36     | 18     | 7      | 11     | 58     | 37     | +21 |
| Coppa dell'Imperatore | -     | 3      | 2      | 0      | 1      | 7      | 2      | +5  |
| Totale                |       | 39     | 20     | 7      | 12     | 65     | 39     | +26 |